# Operação Bafut Livre
A Operação Bafut Livre foi uma operação militar camaronesa de uma semana contra a milícia Seven Karta dentro e ao redor de Bafut que resultou na morte de dois generais separatistas.

## Antecedentes
Após o início de uma rebelião armada nas áreas anglófonas de Camarões, Bafut rapidamente se tornou um campo de batalha entre as forças separatistas e os militares camaroneses. Os taxistas locais que perderam seus meios de subsistência devido ao conflito organizaram a milícia "Seven Karta" por volta de 2017/2018 e ocuparam partes da região. Tropas governamentais invadiram o Palácio Real de Bafut pelo menos duas vezes em 2018 e 2019, ambas alegando procurar separatistas armados. Embora nenhum rebelde tenha sido encontrado em nenhum dos ataques, os soldados usaram as ocasiões para incendiar parte do palácio, saquear seu museu e ferir o irmão do Fon.

## Batalha
A operação foi lançada em 26 de abril, com o objetivo oficial de expulsar a milícia Seven Karta de Bafut. A operação envolveu mais de 300 soldados, e consistiu em uma série de incursões em campos separatistas. Ao longo do primeiro dia da operação, várias pessoas foram presas enquanto um civil foi morto. Um dos principais objetivos da operação era garantir a segurança do hotel Saddle Ranch, um local turístico que os separatistas armados transformaram em base. A operação também envolveu uma incursão dentro do palácio dos Fon de Bafut. Os separatistas alegaram que o palácio foi danificado durante a operação, embora os militares camaroneses negassem essas acusações.
Em 1 de maio, o exército camaronês anunciou a morte de dois generais separatistas conhecidos como General Peace Plant e General Alhaji. O exército camaronês também capturou armas, munições, seis motocicletas, um veículo e dois cavalos dos separatistas.

## Baixas
O exército camaronês afirmou que nenhum civil foi morto durante os combates. Isso foi contestado por moradores locais, que alegaram que treze civis haviam morrido. O exército também anunciou que havia matado quinze separatistas, incluindo os dois generais; isso não foi contestado pelos separatistas, que por sua vez alegaram ter infligido baixas ao exército camaronês. Camarões alegou que apenas alguns de seus soldados foram feridos.

## Consequências
A Operação Bafut Livre conseguiu enfraquecer os separatistas na área, mas não significou um fim definitivo da atividade separatista em Bafut. Em novembro, soldados camaroneses invadiram novamente a cidade e incendiaram várias casas.